# 媚兒碧
媚兒碧，MBE（英語：Mel B，1975年5月29日—），本名梅蘭妮·珍妮·布朗（英語：Melanie Janine Brown），英國女歌手、演員和電視名人。媚兒碧以著名英國女子音樂組合辣妹合唱團的成員出道，由於團體內有兩個梅蘭妮，她被冠以媚兒碧的稱號，暱稱瘋狂辣妹或猛辣妹（Scary Spice）；另一位則為媚兒喜（Mel C），暱稱運動辣妹（Sporty Spice）。

## 早年生活
媚兒碧生於英國西約克郡列斯，父親是加勒比海小國聖克里斯多福及尼維斯聯邦人，母親是英國白人。。中學時期進修行為藝術，畢業後曾一度於黑池的度假村任職舞蹈員，及後見到報章上的廣告，應徵音樂團體Touch的成員，該團體為辣妹合唱團的前身。

## 感情生活
1998年世界巡迴演唱（Spiceworld Tour）期間，與荷蘭籍舞蹈員吉米·古勒扎爾（Jimmy Gulzar）共渡愛河，二人很快便結婚，並於1999年誕下一女，婚後媚兒碧曾將她的藝名改為Mel G（從夫姓）。該段婚姻只維持了兩年的時間，媚兒碧雖然贏得女兒的撫養權，但需要給予前夫280萬美元的分手費。
媚兒碧曾經與著名美國黑人影星愛迪·梅菲（Eddie Murphy）有過一段短暫的感情，並為他誕下孩子，經過一連串法庭訴訟及DNA測試後，愛迪·梅菲終同意給予媚兒碧700萬美元的「懷孕的費用」。
2007年，她與電影製片人斯蒂芬·貝拉方特（Stephen Belafonte）結婚，婚禮在埃及舉行，只請了雙方的家人觀禮，他們的女兒於2011年出世。在長達10年的婚姻中，她多次遭受史提芬·貝拉方得的家庭暴力。2017年12月，他們10年的婚姻結束。
媚兒碧向傳媒透露，她曾經與一名洛杉磯女子相戀四年。